# Circuito da Boavista
Circuito da Boavista – uliczny tor wyścigowy położony w Porto w Portugalii. Długość jednego okrążenia wynosi 7,407 kilometra. Pętla toru posiada 12 zakrętów. Pełny dystans wyścigu to 55 okrążeń – 407,385 kilometra. GP Portugalii na tym torze było organizowane do 1960 roku. Ostatnią edycję tego Grand Prix wygrał Jack Brabham za kierownicą Coopera. Pierwsze Grand Prix na tym torze odbyło się w 1958 roku, a zwycięzcą został Stirling Moss za kierownicą Vanwalla.
W 2007, 2009 i 2011 roku na torze tym odbywały się wyścigi serii WTCC.

## ZwycięzcyGrand Prix Portugalii Formuły 1na torze Circuito da Boavista
| Sezon | Kierowca      | Zespół        |        |
| ----- | ------------- | ------------- | ------ |
| 1958  | Stirling Moss | Vanwall       | Wyniki |
| 1960  | Jack Brabham  | Cooper-Climax | Wyniki |